# Microcharis asparagoides
Microcharis asparagoides là một loài thực vật có hoa trong họ Đậu. Loài này được (Taub.) Schrire mô tả khoa học đầu tiên.